# Ольховка (Харьковская область)
Ольхо́вка (укр. Вільхівка) — село,
Ольховский сельский совет, Харьковский район, Харьковская область, Украина.
Код КОАТУУ — 6325184001. Население по переписи 2001 года составляет 1244 (574/670 м/ж) человека.

## Географическое положение
Село Ольховка находится на правом берегу реки Роганка, выше по течению примыкает село Сороковка, ниже по течению примыкает село Коропы, на противоположном берегу — село Степанки. На реке находится Ольховское водохранилище.
Село расположено в 8-и км к востоку от Харькова (Салтовка).

## История
- В  1940 году, перед ВОВ, на хуторе Ольхов были 17 дворов, ветряная мельница и школа,[3] на хуторах Приволье - 55 дворов.
- После ВОВ, в 1954 году, хутора Ольхов и Приволье образовали село Ольховка.
- В 1972 году было построено Ольховское водохранилище.
- В 2022 году в Ольховке произошли бои.

## Происхождение названия
Название произошло от того, что в этой местности было много ольховых деревьев.
На месте где сейчас водохранилище, был ольховый лес.